# Гробниця Цецилії Метелли

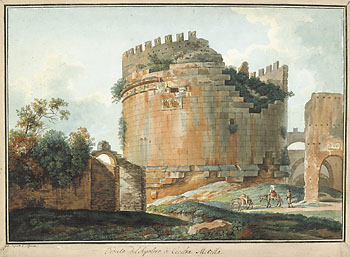
Гробниця Цецилії Метелли. Акварель Джованні Вольпато. Бл. 1772

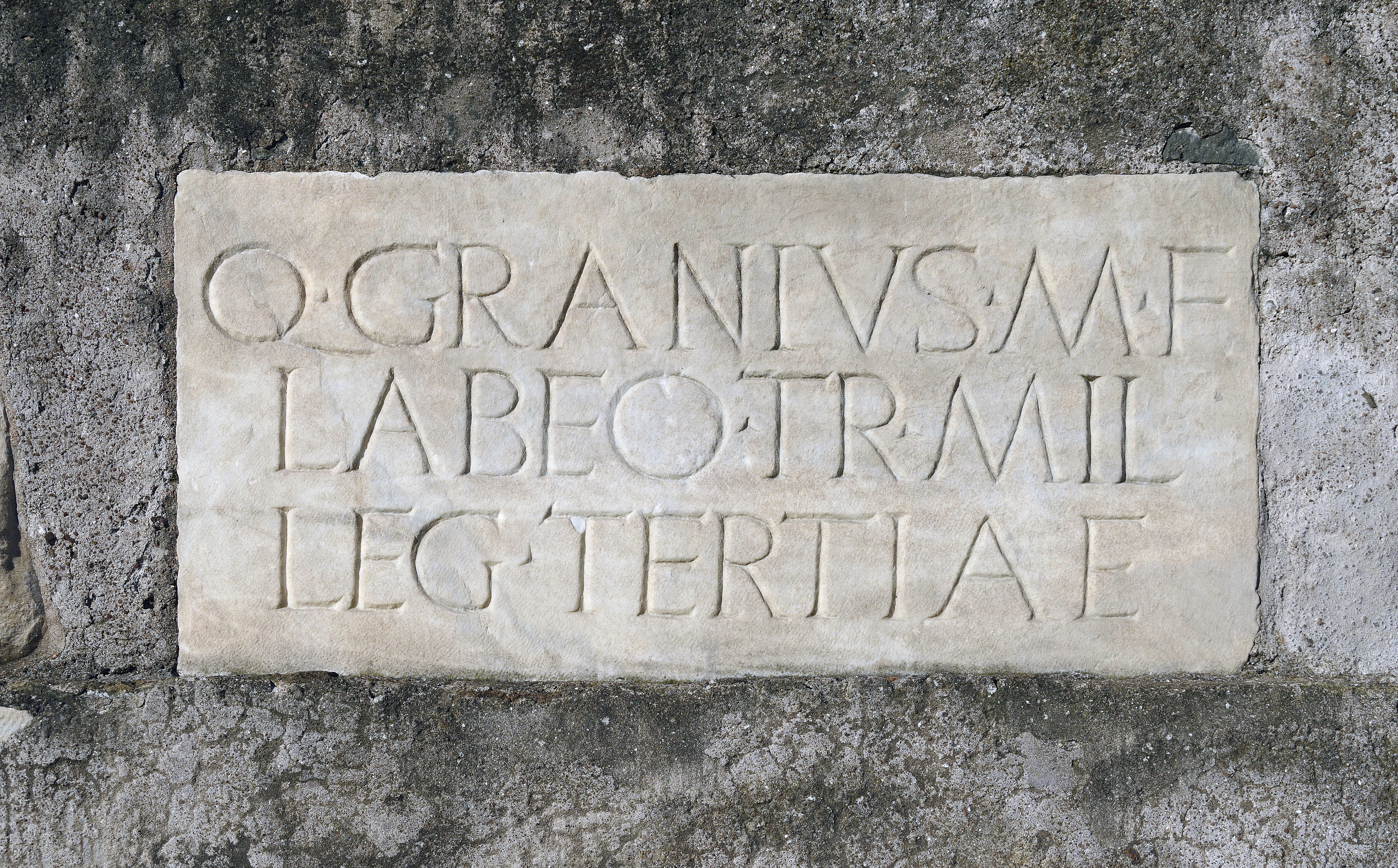
Напис на гробниці

Гробниця Цецилії Метелли (лат. Caecilia Metella) — монументальна споруда круглої форми на третьому кілометрі Аппієвої дороги у Римі.

## Історія
Гробниця була зведена близько 50 року до н. е.. для Цецилії Метелли, доньки консула Квінта Целія Метелли Кретіка (Quintus Caecilius Metellus Creticus), дружини сина Красса. 
Гробниця у XI столітті використовувалася з метою оборони сімейством графів  Тускулумських. У 1299 римське інше дворянське сімейство Каетані незначно перебудувало гробницю (були добудовані зубці), перетворивши її на башту фортеці (лат. castrum Caetani). Саркофаг Цецилії Метелли знаходиться зараз у дворі палаццо Фарнезе.

## Опис
Надгробок у вигляді вежі на давньоримській вулиці Аппія Антика за міськими стінами Риму. Бетонна споруда, зовні облицьована травертином та побудована на квадратному бетонному фундаменті із заповнювачем із вулканічного каменю, має циліндричну форму (29 м у діаметрі, висотою 11 м). Усередині знаходиться конічна похоронна камера з круглим отвором у центрі стелі. Похоронний коридор побудований з бетону, облицьованого цеглою, і це один з перших прикладів подібних споруд у Римі, що відповідає найвищим стандартам якості свого часу.
Гробниця розташована на північному краю лавового потоку Капо-ді-Бове; її нижня камера прорита в тефрі, що відклалася тут тисячі років тому під час виверження вулкана в Альбанських горах.